# Chascanum adenostachyum
Chascanum adenostachyum là một loài thực vật có hoa trong họ Cỏ roi ngựa. Loài này được (Schauer) Moldenke mô tả khoa học đầu tiên năm 1934.